# Amangkurat II
Amangkurat II (còn gọi là Rahmat; mất 1703) là susuhunan (quân chủ) của Vương quốc Hồi giáo Mataram từ năm 1677 đến năm 1703. Trước khi lên ngôi, ông là thái tử và có hiệu là Pangeran Adipati Anom.
Ông là quân chủ Java đầu tiên mặc đồng phục kiểu châu Âu, do đó có biệt danh là Sunan Amral, Amral có nghĩa là "đô đốc" trong tiếng Java.

## Bối cảnh
Sinh ra với tên Raden Mas Rahmat, ông là con trai của Amangkurat I của Mataram và Ratu Kulon- con gái của Pangeran Pekik của Surabaya.
Amangkurat II có nhiều vợ, nhưng ông chỉ có một người con là Sutikna (sau này là Amangkurat III). Theo Babad Tanah Jawi, mẹ của Sutikna đã sử dụng phép thuật lên những người vợ khác của Amangkurat II để khiến họ không thể thụ thai.

## Mâu thuẫn trong gia đình
Rahmat lớn lên tại Surabaya. Sau đó ông chuyển đến Cung điện Plered với tư cách là adipati anom (thái tử). Tuy nhiên, mối quan hệ của ông với em trai mình là Vương tử Singasari trở nên tồi tệ.  Cũng có tin tức rằng vị trí thái tử sẽ được chuyển giao cho Vương tử Singasari.
Năm 1661, Rahmat nổi dậy chống lại cha mình, được ủng hộ từ phe chống Amangkurat I. Cuộc nổi dậy nhỏ này bị dập tắt nhưng Amangkurat I đã đầu độc Rahmat không thành công vào năm 1663, do đó mối quan hệ của họ trở nên tồi tệ hơn.
Năm 1668, Rahmat yêu một cô gái Surabaya là Rara Oyi, người sẽ trở thành thiếp của cha ông.  Pangeran Pekik bắt cóc cô để kết hôn với Rahmat.  Điều này khiến Amangkurat I tức giận và sát hại Pangeran Pekik cùng gia đình cha vợ. Rahmat được ân xá sau khi buộc phải giết Rara Oyi.

## Liên minh với Trunajaya
Amangkurat I cũng loại bỏ vị trí thái tử từ Rahmat và chuyển giao nó cho Vương tử Puger (sau này là Pakubuwono I).
Năm 1670, Rahmat nhờ đến sự giúp đỡ từ Panembahan Rama, một vị thầy tâm linh của gia đình Kajoran. Panembahan Rama đã giới thiệu con rể cũ của mình là Trunajaya tới từ Madura làm trợ lý cho ông.
Năm 1674, Karaeng Galesong của Makassar và những người theo ông ta đến Mataram. Họ yêu cầu một dải đất tại Mataram, nhưng bị Amangkurat I từ chối. Họ bị tổn thương trước sự từ chối và tham gia với Trunajaya đang nổi loạn tại Đông Java. Rahmat bí mật trao cho họ một mảnh đất tại Demung, Besuki (nay thuộc huyện Situbondo).
Sau khi hợp quân giữa Karaeng Galesong và phe của Trunajaya, lực lượng chung của họ trở nên lớn hơn và khó kiểm soát. Rahmat lo lắng và quyết định về phe của cha mình. Ông lấy lại vị trí thái tử vì Vương tử Puger được sinh ra từ một người mẹ có nguồn gốc từ gia đình Kajoran đang ủng hộ cuộc nổi dậy. Khi Rahmat đoàn tụ với cha ông Amangkurat I, cuộc nổi dậy của Trunajaya và Karaeng Galesong ngày càng trở nên bạo lực.
Cuối cùng, Trunajaya xâm chiếm Cung điện Plered vào ngày 2 tháng 7 năm 1677. Amangkurat I và Rahmat đào thoát về phía tây, trong khi cung điện được Vương tử Puger bảo vệ để cho thấy không phải tất cả các thành viên của gia đình Kajoran đều ủng hộ Trunajaya. Tuy nhiên, bản thân Vương tử Puger sau đó cũng bị đẩy về Kajenar.

## Cuộc nổi loạn Trunajaya kết thúc
Amangkurat II trở thành quốc vương vào năm 1677 vào đỉnh cao của khởi nghĩa Trunajaya. Ông kế vị cha mình Amangkurat I khi ông ta qua đời tại Tegal sau khi bị trục xuất khỏi Plered. Theo Babad Tanah Jawi, cái chết của Amangkurat I là do chất độc trong đồ uống của mình, do Rahmat đưa cho. Mặc dù vậy, Rahmat vẫn được bổ nhiệm làm người kế vị.
Tại Tegal, Rahmat được Nhiếp chính Martalaya chào đón. Ban đầu Rahmat dự định đi hành hương (hajj) thay vì chiến đấu với Trunajaya.  Nhưng ông đột ngột hủy bỏ kế hoạch của mình, được cho là vì nhận được wahyu keprabon (sự ủy thác của thần thánh). Rahmat sau đó thực hiện ý muốn của cha mình là hợp tác với Công ty Đông Ấn Hà Lan (VOC). Giống như cha mình, Amangkurat II gần như bất lực, phải chạy trốn mà không có quân đội cũng như ngân khố. Trong nỗ lực giành lại vương quốc của mình, ông nhượng bộ đáng kể với Công ty Đông Ấn Hà Lan, công ty sau đó đã tham chiến để phục hồi quyền lực cho ông.
Vào tháng 9 năm 1677, một hiệp ước được ký kết tại Jepara. Công ty Đông Ấn Hà Lan được đại diện bởi Cornelis Speelman. Hầu hết duyên hải phía bắc của Java, nằm giữa huyện Karawang và Panarukan, huyện Situbondo, được thế chấp cho Công ty Đông Ấn Hà Lan để đảm bảo thanh toán chi phí chiến tranh. Đối với người Hà Lan, một đế chế Mataram ổn định và mang ơn họ sâu sắc sẽ giúp đảm bảo hoạt động thương mại được tiếp tục với những điều kiện thuận lợi. Họ sẵn sàng cho mượn sức mạnh quân sự của mình để giữ vương quốc tồn tại. Các lực lượng Hà Lan đa sắc tộc, bao gồm quân trang bị hạng nhẹ từ Makasar và Ambon, ngoài ra còn có binh lính châu Âu được trang bị hạng nặng, họ đánh bại Trunajaya tại Kediri vào tháng 11 năm 1678, và bản thân Trunajaya bị bắt giữ vào năm 1679 gần Ngantang phía tây Malang, rồi bị chính tay Amangkurat II giết chết vào ngày 2 tháng 1 năm 1680.

## Khởi nghĩa Giri Kedaton
Thành bang Giri Kedaton vốn là chư hầu của Mataram từ thời Sultan Agung vào khoảng đầu đến giữa thế kỷ 17, nhưng họ hỗ trợ cuộc nổi dậy Trunajaya. Panembahan Ageng Giri tích cực tìm kiếm sự hỗ trợ để tăng cường lực lượng của quân nổi dậy.
Sau khi lên ngôi, Amangkurat II đến Kadilangu, huyện Demak, để gặp Panembahan Natapraja, một trưởng lão khôn ngoan, bất khả xâm phạm và thông minh, người có những binh lính sẵn sàng giúp đỡ Amangkurat I. Panembahan Natapraja, với tư cách là hậu duệ của Sunan Kalijaga, được yêu cầu viết lại lịch sử Java, vì bản viết gốc đã bị quân nổi dậy đốt. Điều này trở thành nguồn gốc của Babad Tanah Jawi. Amangkurat II cũng liên minh và ký hiệp ước với Công ty Đông Ấn Hà Lan để có được hỗ trợ về vũ khí nhằm trả thù Giri Kedaton.
Giri Kedaton trở thành đồng minh cuối cùng của Trunajaya còn lại lực lượng vũ trang lớn. Vào tháng 4 năm 1680, Panembahan Natapraja thực hiện một cuộc xâm chiếm quy mô lớn vào Giri Kedaton, được Công ty Đông Ấn Hà Lan hỗ trợ. Người chỉ huy giỏi nhất và cũng là đệ tử đáng tin cậy của Giri Kedaton là Vương tử Singosari (Senopati Singosekar). Cuối cùng ông ta đã bị giết khi đấu tay đôi với Panembahan Natapraja. Binh lính của Panembahan Natapraja có số lượng ít nhưng vẫn có thể tàn phá Giri Kedaton.
Panembahan Ageng Giri bị bắt và bị kết án tử hình bằng roi. Gia đình ông cũng bị tiêu diệt. Điều này đánh dấu mốc kết thúc của Giri Kedaton.
Vào năm 1683, một thành viên của gia tộc Kajoran là Wanakusuma đã nổi dậy. Cuộc nổi dậy có căn cứ tại Gunung Kidul của ông ta bị đàn áp thành công.

## Xây dựng cung điện mới
Vì Plered thất thủ được cho là điềm xấu nên Amangkurat II xây dựng một cung điện mới trong rừng Wanakarta, và chuyển thủ đô đến Kartasura trong vùng đất Pajang (nằm giữa núi Merapi và núi Lawu, điểm phía nam tiếp giáp với Mataram).
Vương tử Puger ban đầu ở lại Kajenar, sau đó chuyển đến Plered sau khi nơi này bị Trunajaya bỏ rơi. Người này từ chối gia nhập Amangkurat II vì nghe tin Amangkurat II không phải là Rahmat (anh trai cùng cha khác mẹ của ông ta), mà đó là con trai của Cornelis Speelman cải trang thành Rahmat.  Tin tức nhầm lẫn này cuối cùng gây ra tình trạng hỗn loạn.
Cuộc chiến giữa Plered và Kartasura xảy ra vào tháng 11 năm 1680. Babad Tanah Jawi đề cập đến đây là cuộc chiến giữa Mataram và Kartasura.  Sau đó, vào năm 1681, liên minh giữa người Hà Lan và Amangkurat II buộc Vương tử Puger, người tự phong là susuhunan ing Alaga khi ông chiếm lấy ngai vàng, phải đầu hàng vào ngày 28 tháng 11 năm 1681.
Babad Tanah Jawi kể rằng Vương quốc Hồi giáo Mataram đã sụp đổ vào năm 1677, và Vương quốc Hồi giáo Kartasura là kế tục của Mataram, được hợp pháp hóa bởi Panembahan Natapraja của Kadilangu, người được cho là một trưởng lão Mataram.

## Thái độ đối với người Hà Lan
Các biên niên sử Java mô tả Amangkurat II là một nhà cai trị yếu đuối, dễ bị ảnh hưởng, trong khi Vương tử Puger, em trai cùng cha khác mẹ của ông, có vai trò sâu sắc hơn trong chính phủ. Amangkurat II lên ngôi với sự giúp đỡ của người Hà Lan và cuối cùng phải trả chi phí chiến tranh lên tới 2,5 triệu guilder. Một quan chức chống Hà Lan là Patih Nerangkusuma đã thành công trong việc thuyết phục ông thoát nợ.
Bằng cách giúp đỡ giành lại ngôi vị, người Hà Lan đặt Amangkurat II dưới sự kiểm soát chặt chẽ của họ. Amangkurat II rõ ràng không hài lòng với tình hình này, đặc biệt là việc Hà Lan ngày càng kiểm soát bờ biển, nhưng ông bất lực trước khoản nợ tài chính tê liệt và mối đe dọa từ sức mạnh quân sự của Hà Lan. Quốc vương tham gia vào một loạt âm mưu nhằm cố gắng làm suy yếu vị thế của Hà Lan nhưng không đối đầu trực tiếp với họ. Ví dụ, ông cố gắng hợp tác với các vương quốc khác như Cirebon và Johor, và triều đình che chở cho những người bị người Hà Lan truy nã vì tội tấn công các văn phòng thuộc địa hoặc làm gián đoạn việc vận chuyển, chẳng hạn như Untung Surapati. Amangkurat II cấp cho người này một dinh thự tại làng Babirong, và Untung Surapati củng cố sức mạnh của mình tại đó.
Năm 1685, Batavia (nay là Jakarta) cử François Tack, viên sĩ quan đã bắt Trunajaya, tới triều đình của Amangkurat II tại Kartasura để bắt Surapati và đàm phán thêm chi tiết về thỏa thuận giữa người Hà Lan và Amangkurat II. François Tack bị giết khi truy đuổi Surapati tại Kartasura, nhưng Batavia quyết định không làm gì vì tình hình ở Batavia không hề ổn định, chẳng hạn như cuộc nổi dậy của Thuyền trưởng Jonker, một chỉ huy bản địa của khu dân cư người Ambon tại Batavia, vào năm 1689. Chủ yếu là do sự cố này, đến cuối triều đại của ông, Amangkurat II đã bị người Hà Lan mất lòng tin sâu sắc, nhưng Batavia cũng không quan tâm đến việc kích động một cuộc chiến tốn kém khác tại Java.
Amangkurat II sau đó chấp thuận cho Untung Suropati và Nerangkusuma chiếm giữ huyện Pasuruan. Anggajaya, Nhiếp chính của Pasuruan, người ban đầu được chính Amangkurat II bổ nhiệm, đã phải trở thành nạn nhân. Người này trốn đến Surabaya cùng với em trai là Anggawangsa.
Thái độ mơ hồ của Amangkurat II thu hút sự chú ý của Công ty Đông Ấn Hà Lan, họ tìm thấy bức thư của Amangkurat II gửi cho các vương quốc Hồi giáo Cirebon, Johor, Palembang, và Anh, trong đó thúc giục tiến hành chiến tranh với Cộng hòa Hà Lan. Amangkurat II cũng ủng hộ cuộc nổi dậy của Thuyền trưởng Jonker năm 1689.
Công ty Đông Ấn Hà Lan tăng áp lực lên triều đình Mataram về chi phí chiến tranh 2,5 triệu guilder.  Bản thân Amangkurat II cố gắng cải thiện quan hệ bằng cách giả vờ xâm chiếm Untung Suropati tại Pasuruan.

## Qua đời
Amangkurat II mất năm 1703 và con trai ông  là Amangkurat III (trị vì 1703–1705) kế vị một thời gian ngắn, và triều đại này được đánh dấu bằng Chiến tranh Kế vị Java lần thứ nhất.